# 9326 Ruta
A 9326 Ruta (ideiglenes jelöléssel 1989 SP2) a Naprendszer kisbolygóövében található aszteroida. Eric Walter Elst fedezte fel 1989. szeptember 26-án.